# 海地南渡麗鯛
海地南渡麗鯛，為輻鰭魚綱鱸形目隆頭魚亞目慈鯛科的其中一種，分布於中美洲伊斯帕尼奧拉島淡水、半鹹水流域，棲息深度18-70公尺，體長可以達21.5公分，棲息在湖泊及溪流，單獨或成對活動，以藻類、水生植物為食，生活習性不明，可以作為觀賞魚。

## 擴展閱讀
維基物種上的相關：海地南渡麗鯛